# Giotto di Bondone
Giotto di Bondone, född cirka 1267 i Vicchio i Toscana, död 8 januari 1337 i Florens, var en italiensk målare, skulptör och arkitekt.

## Biografi
Giotto brukar räknas som den italienska renässansens förste betydande konstnär. Giotto var son till en bonde i Colle di Vespignano vid Florens. Enligt traditionen skall Cimabue tagit honom i lära sedan han påträffat honom då han som herdepojke tecknade fåren. Några ungdomsverk av honom finns inte bevarade. Omkring 1300 uppehöll han sig i Rom, där han för kardinal Stefaneschi utförde en stor mosaik, Petrus och hans medlärjungar räddas ur stormen, den så kallade Navicella di San Pietro, en mosaik som sedan flitigt kopierats. Det romanska måleriet är av stor betydelse för hans utveckling. Det anses oklart om han verkligen målat den stora altartavlan i Peterskyrkans sakristia, föreställande Petrus, den Helige Ande och Jungfru Maria samt Petri korsfästelse och Pauli martyrium. Möjligen är det ett senare arbete av en skola influerad av Giotto. På höjden av sin utveckling står han i Padua 1305–1307, då han skapade de väldiga freskerna i Santa Maria dell'Arena, hans bäst bibehållna och oförändrade huvudarbete.
Bildföljden i Santa Maria dell'Arena har komponerats med tanke på rummets klassiska enkelhet och dess ensidiga ljusverkan. Scenerna följer varandra på väggarna i en klar rytm. På ingångsväggen finns Yttersta domen, på långväggen i tre rader över varandra och på altarväggen 37 framställningar ur Jungfru Marie och Jesu liv. Nere på långväggen finns dessutom en sockelmålning i grisaille med 14 allegorier över dygder och laster.
Efter detta infaller Giottos verksamhet i Florens. Han målade här för Ognissanti den berömda, nu i Uffizierna befintliga Madonnan med änglar och helgon. Från denna tid är även freskerna i Santa Croce, där han avbildar tre scener ur Johannes Evangelistens liv och tre scener ur Johannes Döparens liv i Peruzzikapellet samt sex scener ur Franciskuslegenden i Bardikapellet. Målningarna har tidigare varit övermålade och har skadats av hård restaurering. De delvis förstörda freskerna i Palazzo del Podestà ansågs tidigare vara gjorda av Giotto, men anses numera vara av någon annan konstnär. Mera osäker är hans andel i freskerna i basilikan San Francesco i Assisi. I den nedre kyrkan och Magdalenakapellet har utförts målningar efter Giottos upplägg, och utkasten kan möjligen vara gjorda av honom, men stilen liknar mera Sienaskolans och har troligen utförts efter Giottos död. Ett problem utgör även övre kyrkans 28 scener ur den helige Franciskus liv.
Omkring 1330–1333 var Giotto sysselsatt i Neapel. Några bevarade verk av hans hand där finns dock inte bevarade. År 1334 utnämndes han till ledare för byggnadsväsendet i staden Florens. Samma år påbörjades domens klocktorn, för vars sockelreliefer Giotto skall ha gjort teckningarna.
Giotto utvecklade de bysantinska och romanska bildtraditionerna genom att avbilda gestalterna realistiskt och expressivt. I Giottos konst framstår människan för första gången sedan antiken som levande och rör sig i ett verkligt rum fyllt med naturtroget återgivna detaljer. Även om vissa grunddrag för utvecklingen mot renässans fanns hos Pietro Cavallini inom måleriet och Giovanni Pisano inom skulpturen är det först med Giotto som utvecklingen börjar sina första steg mot den nya stilriktningen. Giotto hade flera lärjungar som följde i hans fotspår under 1300-talet och spred hans konstriktning över Italien.

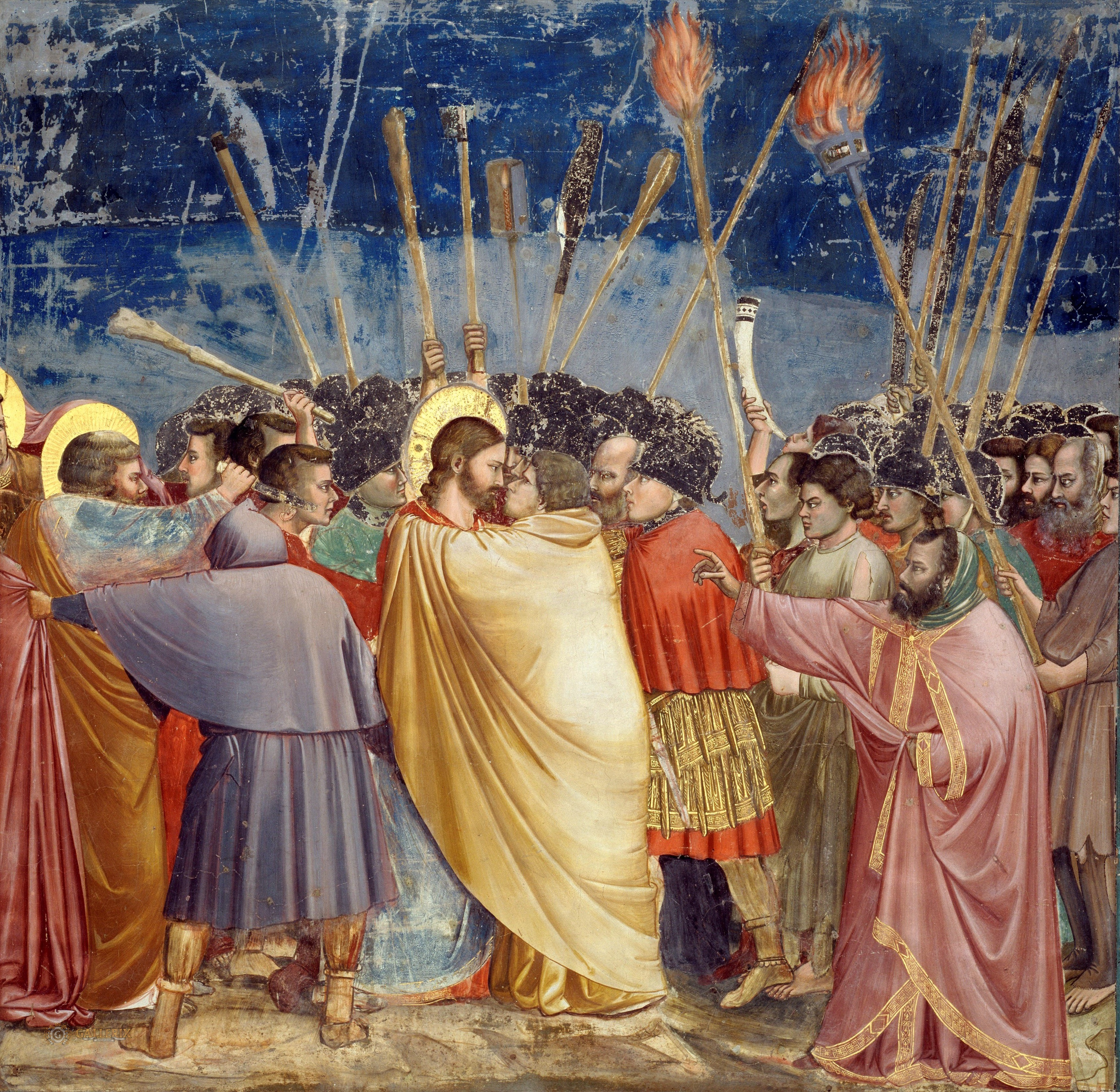
Judas förråder Jesus, fresk av Giotto från omkring 1310 i kyrkan Santa Maria dell'Arena i Padua.

## Eftermäle
Nedslagskratern Giotto på planeten Merkurius och asteroiden 7367 Giotto är uppkallade efter honom.
Även den Europeiska rymdorganisationens rymdsond Giotto är uppkallad efter honom.